# رباط بشت بادام (رباطات)
رباط بشت بادام (بالفارسية: رباط پشت بادام) هي منطقة سكنية تقع في إيران في قسم رباطات الريفي. يقدر عدد سكانها بـ 761 نسمة .